# Franking (Adelsgeschlecht)

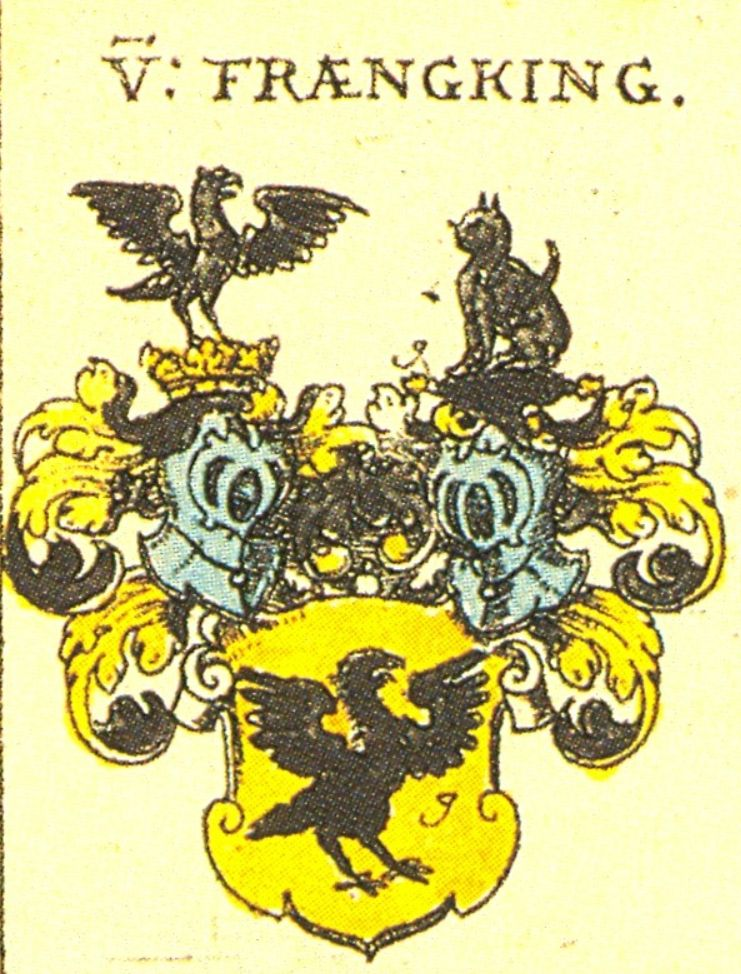
Wappen derer von Franking aus Siebmachers Wappenbuch (1605)

Franking, auch Francking, Fränking oder Fräncking ist der Name eines alten bayerischen Adelsgeschlechts. Die Familie gehört zum niederbayerischen Uradel und gelangte später auch in Österreich zu Besitz und Ansehen.

## Geschichte

### Herkunft
Nach Kneschke war der Stammvater des Geschlechts Heinrich (bei Bucelinus Ulrici), der um 1254 erscheint. Nach dem Genealogischen Handbuch des Adels wird das Geschlecht mit Heinrichs Söhnen Ulrich, Otto, Heinrich und Bernhard von Franking im Jahre 1286 erstmals urkundlich erwähnt.
Franking, das namensgebende Stammhaus der Familie, ist heute eine Gemeinde im oberösterreichischen Innviertel. Die Ortschaft erscheint 1150 erstmals urkundlich.

### Ausbreitung und Linien
Ortlieb und Haidenreich werden 1343 und 1360, sowie Ortliebs Sohn Ulrich 1352 und 1364, in Urkunden des Stifts Reichersberg und in Enenkels Colletaneen genannt. Georg, ein Sohn von Ulrich, lebte noch 1410 und dessen Sohn Oswald I. 1440. Oswalds Urenkel Christoph und Wilhelm teilten die Familie in eine ältere und eine jüngere Linie.
Christoph von Franking, der Stifter der älteren Linie, heiratete in zweiter Ehe Appolonia Schellerin von Adeldorf. Das Paar hatte zwei Söhne, Sebulanus und Johann Joel. Sebulanus von Franking heiratete Regina von Massenpeck. Ihr Sohn Otto Heinrich Freiherr von Franking, verheiratet mit Gertraut Freiin von Preysing, wurde der Stammvater der späteren Grafen von Franking. Johann Joel von Franking erlangte für sich und seinen Neffen Otto Heinrich sowie für ihre gesamte Nachkommenschaft 1605 den Freiherrenstand. Er selbst hinterließ aber keine Nachkommen. Otto Heinrich Freiherr von Franking konnte den Stamm fortsetzten und sein Enkel Heinrich Gottlieb Freiherr von Franking wurde 1694 in den Reichsgrafenstand erhoben. Er war mit Maria Elisabeth Gräfin von Fugger-Kirchberg verheiratet, die 1712 als Witwe verstarb. Zu ihren Nachkommen gehörte Franz Felix Graf von Franking, der kurbayerischer Kämmerer und Regierungsrat wurde. Ebenfalls aus dieser Linie kam Graf Ludwig von Franking (* 1802), Landstand in Oberösterreich und kaiserlicher Direktor beim Landgericht zu Linz, der 1828 Rosalie von Preuer heiratete. Das Paar hinterließ eine Tochter und zwei Söhne. Tochter Marie Gräfin von Franking (* 1830) heiratete 1852 den kaiserlichen Hauptmann Michael Mihaovic. Ihre Brüder Adolph Graf Franking, Freiherr von und zu Altfranking (* 1829), und Ludwig Graf Franking (* 1835) wurden Offiziere in der österreichischen Armee.
Die jüngere, von Wilhelm von Franking begründete Linie, setzte sein Sohn Oswald aus der Ehe mit Agathe von Vöhlin fort. Er war Inhaber der Freisinger und Regensburger Lehen zu Wieselburg und Herr auf Donaudorf und Krumpen-Nußbaum. 1586 wurde Oswald unter die niederösterreichischen Ritterstandsgeschlechter aufgenommen und hinterließ aus erster Ehe mit Maria Erlpeckhin die vier Söhne Georg Wilhelm, Otto Victor, Oswald der Jüngere und Johann Sigismund. Von ihnen konnten die drei ersten den Mannesstamm fortsetzen.

### Standeserhebungen
Joel und Otto Heinrich von und zu Fräncking auf Adeldorf und Riedau wurden am 26. Januar 1605 zu Prag in den Reichsfreiherrenstand erhoben. Damit verbunden war eine Wappenvereinigung mit dem der erloschenen Familie Rambseider. Eine herzoglich bayerische Ausschreibung erhielten beide am 4. Dezember 1605.
Heinrich Gottlieb Freiherr von Franking wurde am 24. Mai 1697 zu Laxenburg in den Reichsgrafenstand erhoben. Er erhielt als kurfürstlich bayerischer Kämmerer am 15. April 1698 eine bayerische Anerkennung des Grafenstandes.
Joseph Maria Carl Johann Nepomuk Graf von und zu Alten-Franking auf Hagenau, königlich bayerischer Kämmerer, wurde am 5. Februar 1813 bei der Grafenklasse der Adelsmatrikel im Königreich Bayern eingetragen. Ludwig Graf von Franking, kaiserlicher Pfleger zu Fichtenstein im Innkreis, erhielt am 25. Mai 1839 zu Wien eine österreichische Bestätigung des Grafenstandes.

## Wappen

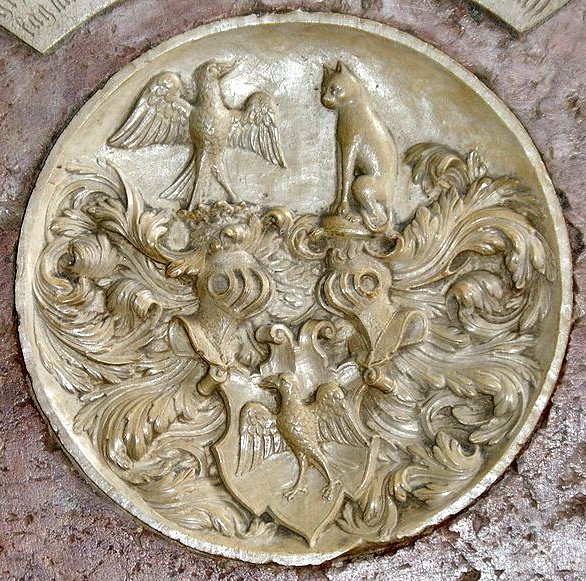
Wappen der Grafen von Franking auf einer Stiftungstafel in der Pfarrkirche Franking

Das reichsfreiherrliche Wappen, verliehen 1605, und das reichsgräfliche Wappen, verliehen 1697, sind geviert und belegt mit einem goldenen Mittelschild, darin auf rotbequasteten schwarzen Polster sitzend eine schwarze Katze. 1 und 4 in Gold ein flugbereiter schwarzer Rabe, 2 und 3 in Rot ein schwarzer Drachenhals (Wappen der erloschenen Rambseider). Das Wappen hat drei Helme mit rechts schwarz-goldenen und links rot-silbernen Helmdecken. Auf dem rechten der Rabe, auf dem mittleren die Katze auf dem Polster und auf dem linken der Drachenhals.